# Spathuliger
Spathuliger is een kevergeslacht uit de familie van de boktorren (Cerambycidae). De wetenschappelijke naam van het geslacht werd voor het eerst geldig gepubliceerd in 1961 door Vinson.

## Soorten
Spathuliger omvat de volgende soorten:
- Spathuliger antelmei Vinson, 1961
- Spathuliger cariei (Breuning, 1948)
- Spathuliger coquerelii (Fairmaire, 1901)
- Spathuliger decoratus Vinson, 1963
- Spathuliger ebeninus Vinson, 1963
- Spathuliger emmerezi (Breuning, 1948)
- Spathuliger fasciolatus (Fairmaire, 1899)
- Spathuliger glabricollis (Breuning, 1948)
- Spathuliger gomyi Villiers, 1970
- Spathuliger hamoni (Vinson, 1953)
- Spathuliger maculicollis Vinson, 1961
- Spathuliger mameti Vinson, 1961
- Spathuliger nitidicolle (Aurivillius, 1922)
- Spathuliger ornatus Quentin & Villiers, 1979
- Spathuliger rodriguezensis Vinson, 1961
- Spathuliger vicinus Vinson, 1963